# Kraljevina Nizozemska
 Ovo je glavno značenje pojma Kraljevina Nizozemska. Za druga značenja pogledajte Nizozemska.
Kraljevina Nizozemska (nizozemski: Koninkrijk der Nederlanden) službeno je ime države čiji je najveći dio Nizozemska. Uz Nizozemsku kraljevina obuhvaća još tri otočna područja u Karibima, a to su Aruba, Curaçao i Sveti Martin.
Sama Nizozemska sastoji se od europskih pokrajina te druga tri otočna područja u Karibima, a oni su Bonaire, Sveti Eustahije i Saba.
Aruba, Curaçao i Sveti Martin zajedno s područjima Bonaire, Sveti Eustahije i Saba tvore Nizozemske Karibi.

## Statistika
| Zemlja                | Zemlja                | Stanovništvo 2019 | Udio u stanovništvu | Površina                  | Udio u površini     | Gustoća stanovništva    |  |
|                       | Pokrajne              | Stanovništvo 2019 | Udio u stanovništvu | Površina                  | Udio u površini     | Gustoća stanovništva    |  |
| --------------------- | --------------------- | ----------------- | ------------------- | ------------------------- | ------------------- | ----------------------- |  |
| Nizozemska            | Nizozemska            | 17.424.978        | 98,24 %             | 41.873 km2 (16.167 sq mi) | 98,45 %             | 516/km2 (1.340/sq mi)   |  |
|                       | Europske pokrajine    | 17.399.821        | 98,10 %             | 41.545 km2 (16.041 sq mi) | 97,68 %             | 521/km2 (1.350/sq mi)   |  |
| Bonaire               | 20.104                | 0,11 %            | 288 km2 (111 sq mi) | 0,69 %                    | 69/km2 (180/sq mi)  |                         |  |
| Sveti Eustahije       | 3.138                 | 0,02 %            | 21 km2 (8,1 sq mi)  | 0,05 %                    | 150/km2 (390/sq mi) |                         |  |
| Saba                  | 1.915                 | 0,01 %            | 13 km2 (5,0 sq mi)  | 0,03 %                    | 148/km2 (380/sq mi) |                         |  |
| Aruba                 | Aruba                 | 112.309           | 0,63 %              | 180 km2 (69 sq mi)        | 0,42 %              | 624/km2 (1.620/sq mi)   |  |
| Curaçao               | Curaçao               | 158.665           | 0,89 %              | 444 km2 (171 sq mi)       | 1,04 %              | 358/km2 (930/sq mi)     |  |
| Sveti Martin          | Sveti Martin          | 41.486            | 0,23 %              | 34 km2 (13 sq mi)         | 0,08 %              | 1.221/km2 (3.160/sq mi) |  |
| Kraljevina Nizozemska | Kraljevina Nizozemska | 17.737.438        | 100,00 %            | 42.525 km2 (16.419 sq mi) | 100,00 %            | 515/km2 (1.330/sq mi)   |  |
|                       |                       |                   |                     |                           |                     |                         |  |